# 布利·希斯
布利·希斯（William Henry "Bully" Hayes，約1829年—1877年），生於美國俄亥俄州克里夫蘭，19世紀的海盜，在中國沿海擄劫人口販賣到新西蘭、南海諸島。1877年在一次爭執中被前手下海盜所殺，屍體被扔進大海。